# Úlcera bucal
Una úlcera bucal es una llaga en la membrana mucosa que recubre la boca. Pueden ser de color rojo o blanco. A menudo se presenta dolor que puede provocar deshidratación debido a la disminución del consumo de bebidas. Algunos tipos pueden ocurrir de forma recurrente.
La mayoría de los casos se deben a traumatismos locales o estomatitis aftosa ("aftas bucales"). Otras causas incluyen enfermedades infecciosas, enfermedades autoinmunes y cáncer de boca . Pueden ocurrir casos no dolorosos debido a sífilis, lupus o cáncer. El diagnóstico se basa en los síntomas, el examen y posiblemente el biopsía .
El tratamiento se dirige a la causa subyacente. Se puede recomendar evitar los alimentos salados o ácidos. Se puede aplicar lidocaína para aliviar el dolor. Las úlceras bucales son comunes. Por ejemplo, alrededor del 20% de las personas tienen estomatitis aftosa.